# Meia-água
Meia-água é uma edificação composta com uma banda lado único do telhado (uma água). Uma casa tradicional possui duas caídas de telhados, que são chamadas de águas, remetendo ao escoamento exercido. A construção leva esse nome devido ao estilo de telha que consiste na metade de um telhado tradicional. Existem diversos motivos que levam a fazer uma construção assim, incluindo melhor aproveitamento do terreno, já que uma meia-água pode ser construída usando um muro já existente ou alguma de suas quinas como parede principal. Assim como um orçamento baixo, já que esse modelo possibilita um menor gasto de materiais de construção.